# ظهور نازی‌ها
ظهور نازی‌ها (انگلیسی: Rise of the Nazis) یک مجموعهٔ تلویزیونی مستند محصول شبکهٔ بی‌بی‌سی است که در سال ۲۰۱۹ منتشر شد. این مستند نشان می‌دهد که چگونه آدولف هیتلر و حزب ناسیونال سوسیالیست کارگران آلمان به قدرت رسید و دموکراسی موجود در اوایل دههٔ ۱۹۳۰ را در آلمان از بین برد.
روزنامهٔ تایمز در مقاله‌ای دربارهٔ این مستند نوشت که این مجموعه نشان می‌دهد «چه آسان - و به‌طرز دلهره‌آوری، چه فوری - یک کشور دموکراتیک ممکن است مبدل به یک دیکتاتوری تمامیت‌خواه شود.»
در ایالات متحده آمریکا این مستند تلویزیونی در سال ۲۰۲۰ از شبکهٔ پی‌بی‌اس پخش شد. تی‌وی گاید در نقدی این مستند را «جالب توجه» و «همانند یک تریلر تخیلی، جذاب» دانست.

## بازیگران
- کیت فلیتوود - راوی
- یوئزس بودرایتیس در نقش پاول فون هیندنبورگ
- میندوگاس کاپاس در نقش هرمان گورینگ
- آندریانوس روژیکاس در نقش آدولف هیتلر
- راموناس سیسناس در نقش ارنست روم
- روسلاناس گولوبوآس در نقش هاینریش هیملر
- داینیوس سوبوناس در نقش فرانتس فون پاپن
- کریتوپاس کاوالائوسکاس در نقش یوزف هارتینگر
- لیتیس سالادزیوس در نقش هانس لیتن
- یولیوس تاموسیوناس در نقش کورت فن اشلایشر
- دِینیوس تاروتیس در نقش ادگار یونگ

## قسمت‌ها
| شماره | عنوان           | نخستین پخش      |
| --- | --------------- | --------------- |
| ۱ | سیاست           | ۲ سپتامبر ۲۰۱۹  |
| قسمت اول دربارهٔ مسیری است که طی آن، هیتلر توانست در ژانویهٔ ۱۹۳۳ صدر اعظم آلمان شود.                                                |                 |                 |
| ۲ | شش ماه اول قدرت | ۹ سپتامبر ۲۰۱۹  |
| قسمت دوم بررسی می‌کند که چگونه نازی‌ها در ماه‌های اول به قدرت رسیدنشان، مخالفان سیاسی و سایر نهادهای دموکراتیک را از سر راه برداشتند. |                 |                 |
| ۳ | شب دشنه‌های بلند | ۱۶ سپتامبر ۲۰۱۹ |
| قسمت آخر نشان می‌دهد که چگونه هیتلر در سال ۱۹۳۴ جای پای خودش را در ساختار قدرت مستحکم کرد.                                          |                 |                 |